# Iris deserti
Iris deserti är en bönsyrseart som beskrevs av Boris Petrovich Uvarov 1923. Iris deserti ingår i släktet Iris och familjen Tarachodidae. Inga underarter finns listade i Catalogue of Life.